# 下原 (総社市)
下原（しもばら）は、岡山県総社市にある大字。神在地区の南部に位置する。郵便番号は719-1145（総社郵便局管区）。（地図 - Google マップ）

## 地理

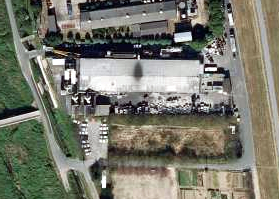
岡山県総社市下原に所在した朝日アルミ産業の航空写真（2007年10月10日撮影）

下原は高梁川の西岸に位置し、北西から流れてきた高梁川の支流・新本川が、当地南端近くの真備町との境界付近で高梁川と合流する。
地域のほぼ中部に伊與部山（伊与部山、夕部山）があり、同山によって平地が南北に隔たれている。平地部は、住宅や田畑が広がる田園地帯である。

### 河川・橋梁
- 高梁川
  - 新本川

### 池沼
- 砂古池

### 山岳
- 伊與部山（伊与部山、夕部山）

## 歴史

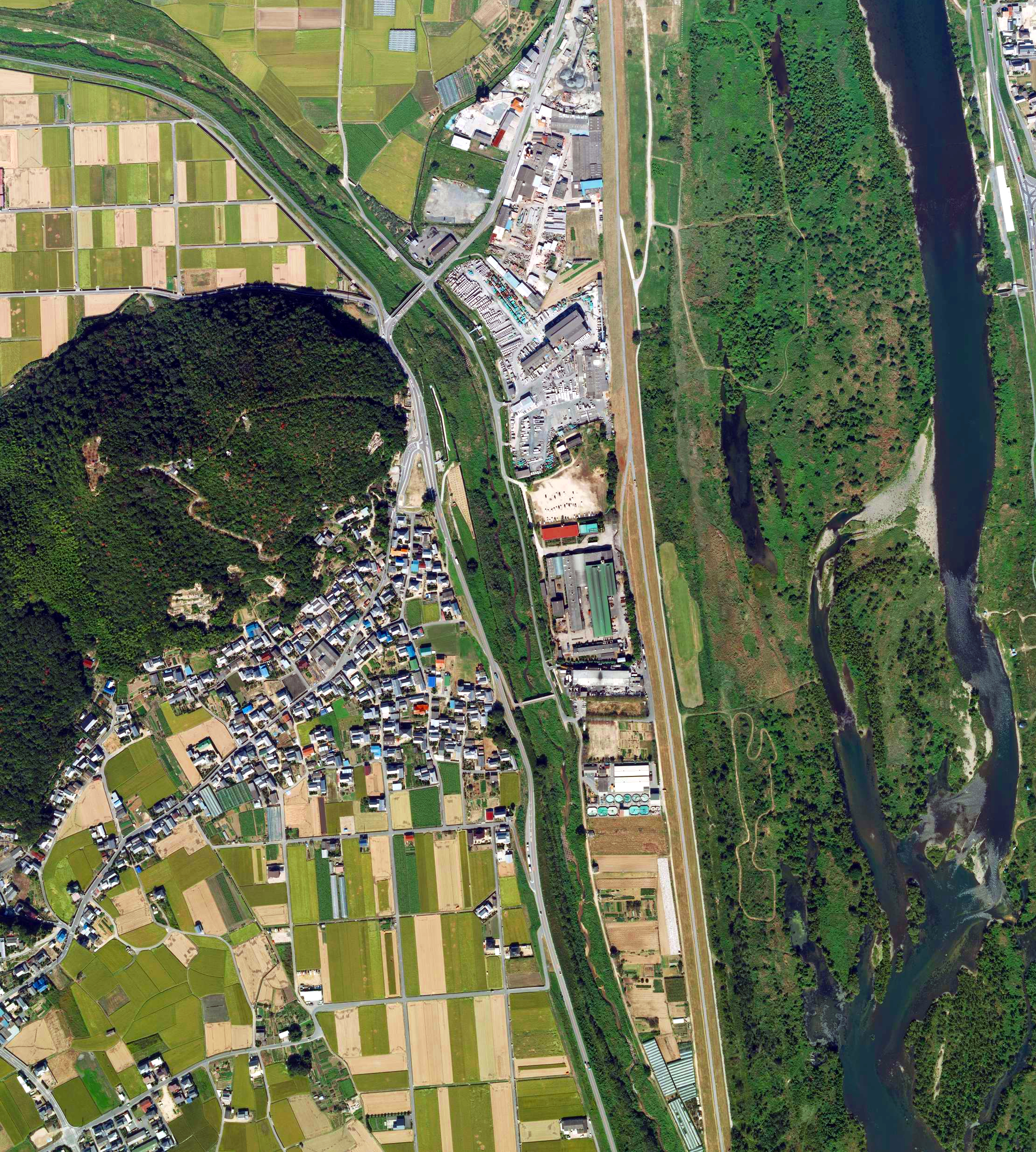
岡山県総社市下原の航空写真（2007年10月10日撮影）。写真の左上（北西）や下（南部）にも区域（おもに平地）が広がっている

もともと下原村は、備中国の下道郡に属していた。律令制の下では、下道郡の郡衙は秦原郷に設置されていたという説があり、この説では下原村の近辺だったという伝承もある。
江戸時代に入ると、幕藩体制の下で岡山藩の所領となった。1871年（明治4年）7月14日、廃藩置県により岡山県が発足し、下原村も岡山県に属することになった。しかし、同年には第1次府県統合が行われ、小田県に属することになる。1875年（明治8年）には第2次府県統合が行われ、岡山県の管轄となった。
1877年（明治10年）には下原村と八代とが合併して御諸村となるも、1881年（明治14年）には分割されることになり、ふたたび下原村と八代村とに分かれた。1889年（明治22年）には町村制施行されたことから、分割されていた下原村と八代村に加えて上原村や富原村と合併することになり、神在村が発足。また、1900年（明治33年）には郡制が施行され、下道郡と賀陽郡が合併し、新たに吉備郡が設置された。
1951年（昭和26年）には神在村と服部村が総社町に編入合併。さらに1954年（昭和29年）、吉備郡の新本村、山田村、久代村、池田村、阿曽村、総社町、都窪郡の常盤村とが新設合併することになり、総社市（旧）が発足した。
1962年（昭和37年）4月1日、それまで下原を含む神在地区と北隣の秦地区は総社西中学校の学区だったが、新本中学校の学区だった久代・山田・新本地区とともに新たに総社中学校が新設され、同学区となる。なお、新本中学校は廃校となった。
2005年（平成17年）3月22日に、旧 総社市と都窪郡清音村・山手村が新設合併し、現 総社市（2代目）が発足する。
2018年（平成30年）7月、豪雨災害が発生し、下原地区での高梁川支流・新本川や、隣接する真備町での高梁川支流の小田川等が氾濫し、下原でもおもに伊与部山南部一帯で浸水被害を受ける。また、朝日アルミ産業爆発事故も発生し、被害があった。

## 小・中学校の学区

### 小学校区
- 総社市立神在小学校

### 中学校区
- 総社市立総社中学校

## 施設
- 総社中継局
- 高梁川栽培漁業研究所
- ワタナベ工業 下原工場
- 平松エンタープライズ 岡山工場
- 岡山セキサン
- 川上鉄工所

### 廃止
- 朝日アルミ産業

## 名所・観光スポット等
- 山崎六地蔵磨崖仏
- 伊與部神社
- 伊與部山（伊与部山、夕部山）
- 伊與部山八十八箇所
- 伊與部城跡
- 伊與部山弥生墳丘墓、伊與部山古墳群